# أليكس فيرغسون (لاعب كرة قاعدة)
أليكس فيرغسون (بالإنجليزية: Alex Ferguson) هو لاعب كرة قاعدة أمريكي، ولد في 16 فبراير 1897 في مونتكلير ‏ في الولايات المتحدة، وتوفي في 26 أبريل 1976 في North Hills, Los Angeles ‏ في الولايات المتحدة.

## وصلات خارجية
- أليكس فيرغسون على موقعبيزبول رفرنس.كوم (الدوري الرئيسي) (الإنجليزية)
- أليكس فيرغسون على موقعبيزبول رفرنس.كوم (الدوري الثانوي) (الإنجليزية)
- أليكس فيرغسون على موقع جمعية أبحاث البيسبول الأمريكية (الإنجليزية)